# مخطط السفر للعمل الصيفي
مخطط السفر للعمل الصيفي هو برنامج أسسته وحافظت عليه وزاره خارجية الولايات المتحدة، والذي يحدد عدد الطلاب الذين يحق لهم المشاركة كل عام. ويعمل البرنامج مع الشركات الخاصة التي تسجل الطلاب في البرنامج وتساعد على توفير المعلومات والحصول على الوثائق اللازمة، بما في ذلك تاشيرة J-1. كما تساعد بعض الوكالات المشاركين في البرنامج على التخطيط لرحلتهم إلى مكان عملهم في المستقبل، مما يتيح امكانيه شراء تذاكر الطيران الدولية على الرسوم الجمركية للطلبة.

## تفاصيل البرنامج
مخطط السفر للعمل الصيفي مخصص للطلاب الذين يرغبون في التعرف على ثقافة الولايات المتحدة والعمل خلال عطلتهم الصيفية. يتم ترتيب شروط البرنامج، ووضع العمل، والشروط، ويتم ترتيب الدفع قبل الرحلة. عند الانتهاء، الطلاب أحرار في السفر في جميع انحاء الولايات المتحدة.
تقوم وزاره الخارجية بالاشراف والتنسيق اللازمين للبرنامج وتحدد العدد المحتمل للمشاركين في البرنامج سنويا. الرعاة هي المنظمات الامريكيه التي وافقت عليها وزاره الخارجية لإدارة برنامج العمل الصيفي والسفر. تقوم الوكالات الخارجية بتوظيف المنظمات التي تعمل بشكل وثيق مع الرعاة لاختيار الطلاب المناسبين للبرنامج. صاحب العمل هي شركه أمريكيه تقدم وظائف للطلاب الدوليين. المشارك في برنامج العمل والسفر الصيفي هو طالب دولي ياتي إلى الولايات المتحدة للتبادل الثقافي، والعمل وفتره السفر لمده 4 أشهر.
يستخدم البرنامج SEVIS، وهو نظام محوسب لحكومة الولايات المتحدة يقوم بجمع وأداره البيانات عن جميع الطلاب الدوليين وتبادل الزوار اثناء إقامتهم. يخبر SEVIS الحكومة الاميركيه حيث يعيش الطلاب، والعمل، ووضعهم القانوني خلال البرنامج الخاص بك. معلومات التوزيع العامة للمشاركين في البرنامج متاحه علنا على موقع تاشيرةJ-1. 
نافذه البرنامج تختلف حسب البلد لحساب الاختلافات المحلية في عطلة الصيف المدة والتواريخ. ويشارك المشاركون في نصف الأرض الجنوبي خلال فصل الشتاء في الولايات المتحدة.

## الاحتياجات
طلاب العمل الصيفي والسفر يجب أن يكونوا :
- يتقن بما فيه الكفاية في اللغة الإنجليزية للتفاعل بنجاح في بيئة ناطقه باللغة الإنجليزية.
- طلاب المدارس الثانوية الملتحقين والذين يتابعون بنشاط درجه أو دورة دراسية أخرى بدوام كامل في الفصول الدراسية المعتمدة، بعد الثانوية المؤسسة التعليمية خارج الولايات المتحدة.
- قد أكملت بنجاح ما لا يقل عن فصل دراسي واحد أو ما يعادل الدراسة الاكاديميه ما بعد الثانوية.
- وضعت مسبقا في وظيفة قبل الدخول الا من بلد الاعفاء من التاشيره.[4]